# Мухаметзянов, Виталий Альбертович
Виталий Альбертович Мухаметзянов (14 марта 1965, Уфа, Башкирская АССР, РСФСР, СССР — 12 октября 2016, Уфа, Республика Башкортостан, Российская Федерация) — российский художник-иллюстратор, художник комиксов, режиссер, мультипликатор, продюсер и клипмейкер. Основатель студии «Муха» и одноименного журнала.

## Биография
Родился 14 марта 1965 года в Уфе. 
Окончил среднюю общеобразовательную школу №108 Советского района городского округа. Именно во время учебы в этой школе впервые увлекся рисованием и анимацией. По воспоминаниям его знакомых и близких, в детстве часами крутил на подаренном родителями кинопроекторе выпуски мультсериала «Ну, погоди!», часто ставя их на паузу, чтобы изучать каждый кадр и движение.
В конце 80-х вместе со своими друзьями на чердаке уфимского Дома Печати начал рисовать комиксы. Так, в 1988 году он выпустил свой первый комикс, повествующий о приключениях пса-детектива Рипли. А в 1990 году начал издавать журнал «Муха», названный в честь своего прозвища, полученного ещё в школе. Данный журнал получил в СССР как первый советский периодический, в котором публиковались комиксы отечественного производства. На тот момент аналогов журналу практически не имелись, поэтому он получил известность по всему советскому, а в дальнейшем и постсоветскому пространству. Тогда же он основал одноимённую студию, в которой, помимо издательства, занимался созданием компьютерной графики. В частности, принимал участие в создании клипов групп русского рока, среди которых была Алиса (клип на песню «Паскуда», а в дальнейшем выпуск журнала «Муха» с комиксом «Черная метка», основанном на одноимённом альбоме группы), эстрады, а также создавал спецэффекты для фильмов «Первый после Бога» и «Мастера и Маргариты» Валерия Бортко. 
Скончался 12 октября 2016 года.